# Olympe Dupas
 (février 2013).
Si vous disposez d'ouvrages ou d'articles de référence ou si vous connaissez des sites web de qualité traitant du thème abordé ici, merci de compléter l'article en donnant les références utiles à sa vérifiabilité et en les liant à la section « Notes et références ».
Olympe Dupas, né le 13 janvier 1876 à Ronsenac (Charente, France), violoniste, professeur de musique, chef d'orchestre. Il épousa Louise Parat qui lui survivra.

## Biographie
Olympe Dupas a été le directeur des sociétés musicales de Gourdon (Lot) de 1900 à 1927. Son souvenir y demeure particulièrement vif en tant que musicien émérite et chef de l'Union musicale gourdonnaise.
Olympe Dupas consacra son long séjour à Gourdon à une mission persévérante d’éducation artistique et sociale, en offrant un enseignement musical gratuit aux jeunes Gourdonnais de 7 à 15 ans, et en fondant la Société lyrique qui réunit 60 musiciennes amatrices, de tous âges et de toutes origines.
Enfin, Olympe Dupas participa éminemment à la mise en œuvre du projet municipal d'édifier le kiosque à musique de Gourdon en 1927. Le 3 mai 2007, le conseil municipal de Gourdon a conféré au jardin du kiosque municipal le nom de jardin musical Olympe-Dupas.
Olympe Dupas mourut le 3 janvier 1932 à Villefranche-de-Rouergue (Aveyron).